# 남극대륙 (드라마)
남극대륙(南極大陸, なんきょくたいりく, 난쿄쿠타이리쿠)는 2011년 10월 16일부터 12월 18일까지 TBS 일요극장에서 방송된 텔레비전 드라마이다.

## 개요
TBS 개국 60주년 기념 프로그램의 집대성이며, 기타무라 다이이치의 《남극월동대 다이지로의 진실》을 초안으로 제작된다.
하지만 일본이 전후 피해국이라는 사실만 극명히 강조한 극우 드라마의 일종으로 주변국에서 많은 반발을 사고 있기도 하다.
1983년 개봉된 영화 《남극 이야기》와 같은 역사를 소재로 하기 때문에 이 작품과 혼동할 수 있으나, 리메이크 혹은 리바이벌이 아닌 순수 오리지널 작품이다.
키무라 타쿠야가 일요극장 주연을 맡는 것은 2007년 《화려한 일족》 이후 4년만이며, 가을 (10월 ~ 12월) 연속극 주연은 1998년 후지 TV 《잠들 수 없는 숲》 이후 13년만이다. 여자 주인공 아야세 하루카와 함께 출연하는 것은 2009년 《미스터 브레인》 이후 2년만이다.
주제가를 담당하는 나카지마 미유키가 드라마 주제가에 참여한 것은 2003년 《Dr.코토 진료소》 이후 8년만이다.
첫회는 2시간 5분 연장되며, 제66회 문화청예술제 참가작품으로 방송된다.

## 등장 인물

### 제1차 남극관측대
- 구라모치 다케시[2] - 키무라 타쿠야 , 고이즈미 료가

도쿄 대학 이학부 조교수, 산악부 OB.
- 시라사키 유[3] - 시바타 교헤이 (특별 출연)

도쿄 대학 명예교수, 제1차 남극관측대장.
- 호시노 에이타로[4] - 카가와 테루유키

교토 대학 이학부 교수, 제1차 남극관측대 부대장.
대학에서 남극을 연구하는 몇 안 되는 과학자.
- 히무로 하루히코 - 사카이 마사토

도쿄 대학 산악부 OB, 일본 재무성 사무보좌관.
- 우쓰미 덴쇼 - 오가타 나오토

도쿄 대학 산악부 OB, 데이토 신문사 정치부 기자.
구라모치의 의뢰로 남극 탐험 기부금 모집 기사를 기재한다.
- 이누즈카 나쓰오[5] - 야마모토 유스케

교토 대학 대학원생.
남극관측대원 면접에서 개 훈련 경험이 있다는 거짓말을 하고 대원이 된다.
- 사메지마 나오토 - 데라지마 스스무

이시마쓰 자동차 수리공.
- 요코미네 신키치 - 요시자와 히사시

데이토 신문사 통신부.
- 후나키 이쿠조 - 오카다 요시노리

해상보안청 소속.
남극관측선 '宗谷 SOYA'를 소개, 전쟁 중에도 침몰하지 않고 몇 번이나 무사 귀환한 기적의 배라고 구라모치에게 설명한다.
- 아라시야마 하지메 - 가와무라 요스케

등산 가이드.
- 야마사토 만페이 - 도론즈 이시모토

요리사.

### 남극관측 개썰매대
한 마리당 적재 중량은 약 40 kg, 최소 20마리 필요.
- 다로·지로

히야마 농장에서 길러진 개. 일가 야반도주로 남겨진 삼형제 중 사부로가 죽고 시로세 남극탐험대에서 활약한 다로, 지로가 남았다.
- 리키

남극관측 개썰매대 리더. 후루타테 교수가 연구를 위해 데려왔지만 손자들이 매우 좋아해 그대로 후루타테 가(家)에서 길러지고 있다.
과거, 개썰매 (리드견) 경험이 있다.
- 후렌의 곰 (45년 전, 시로세 남극탐험대에 참가한 가라후토견의 후예. 다로, 지로, 사부로의 아버지)

- 후루타테 교수가 기른 가라후토견
  - 시로 : 머리가 좋아 리드견 소질이 있다.
  - 핏푸의 곰 : 홋카이도 가미카와 군 핏푸정에서 자랐으며, 사람을 따르지는 않지만 힘이 세다.
  - 몬베쓰의 곰, 안코, 벳쿠, 데쓰, 아카, 잭, 페스.

- 구라모치가 새롭게 데리고 온 가라후토견
  - 구로, 고로, 시로코, 데쓰, 델리, 포치, 모크.

### 남극관측대 관계자
- 다카오카 미유키 - 아야세 하루카

유카리의 동생이자 다케시의 처제. 야후미 초등학교 교사.
- 구라모치 유카리 - 나카마 유키에

미유키의 언니이자 다케시의 처. 전사.
- 구라모치 아쓰시 - 와타세 쓰네히코

다케시의 아버지. 시라세 남극탐험대에 참가.
- 후루타테 도모히로 - 야마모토 가쿠

홋카이도 대학 명예교수.
- 후루타테 아야코 - 기무라 다에

후루타테 교수의 딸이자 하루카, 료의 어머니.
- 후루타테 하루카 - 아시다 마나

리키를 매우 좋아해 남극에 보내고 싶지 않았지만 리키가 친구 개들과 남극에 가고 싶어 한다는 것을 느끼고,
"무사히 살려서 돌려 보내라"는 조건으로 구라모치에게 건넨다.
- 후루타테 료 - 이노우에 미즈키

하루카의 오빠. 리키를 소중하게 생각한다.
- 히무로의 아버지 - 구로베 스스무

정치인.
- 이누즈카 미쓰코 - 오노 이토

나쓰오의 동생.
- 사메지마 준코 - 가토 다카코

나오토의 처.
- 사메지마 겐타 - 사토 시온

나오토의 아들.
- 요코미네 나오미 - 사쿠라

신키치의 신부. 임신 중.
- 하루오 - 야베 고스케

야후미 초등학교 학생. 어린 동생을 돌보고 용돈을 받는다.
그렇게 모은 용돈을 남극탐험 기부금으로 건네고, 난관에 부딪힌 다케시를 북돋아 준다.

### 게스트
제1화
- 마키노 시게루[6] - 가토 고

- 하타노 신페이 - 나카하라 다케오

- 사무관 - 고스다 야스토

## 주제가
- 나카지마 미유키 - 황야에서 (荒野より)

## 제작진
- 내레이션 - 나라오카 도모코
- 원안 - 기타무라 다이이치 《남극월동대 다이지로의 진실》 (쇼가쿠칸)
- 각본 - 이즈미 요시히로
- 음악 - 다카미 유, 요시카와 게이
- 음악 프로듀서 - 시다 히로히데
- 남극영상 - 히에이 아키토시
- VFX - 소리 후미히코, 마쓰노 다다오
- 프로듀서 - 이시마루 아키히코, 이요다 히데노리, 야마다 야스히로
- 연출 - 후쿠자와 가쓰오
- 제작 - TBS

## 부제·방송일·시청률
| 각 화                                                     | 방송일           | 부제                                                                                                | 연출            | 시청률 |
| --------------------------------------------------------- | ---------------- | --------------------------------------------------------------------------------------------------- | --------------- | ------ |
| 제1화                                                     | 2011년 10월 16일 | 전후 일본 부활을 향한 사랑과 목숨을 건 감동 이야기~ 56년에 일어난 개와 인간의 기적이 지금, 시작된다 | 후쿠자와 가쓰오 | 22.2%  |
| 제2화                                                     | 2011년 10월 23일 | 도달! 남극대륙                                                                                      | 후쿠자와 가쓰오 | 19.0%  |
| 제3화                                                     | 2011년 10월 30일 | 기적의 개들                                                                                         | 후쿠자와 가쓰오 | 16.9%  |
| 제4화                                                     | 2011년 11월 6일  | 안녕, 친애하는 친구여                                                                               | 후쿠자와 가쓰오 | 15.8%  |
| 제5화                                                     | 2011년 11월 13일 | 동료의 죽음...                                                                                      | 후쿠자와 가쓰오 | 13.2%  |
| 제6화                                                     | 2011년 11월 20일 | 54년 전의 진실                                                                                      | 후쿠자와 가쓰오 | 19.1%  |
| 제7화                                                     | 2011년 11월 27일 | 가라후토견과의 결말                                                                                 | 후쿠자와 가쓰오 | 13.4%  |
| 제8화                                                     | 2011년 12월 4일  | 영광 없는 용사들                                                                                    | 후쿠자와 가쓰오 | 15.0%  |
| 제9화                                                     | 2011년 12월 11일 | 종막... 기적이 일어나다!                                                                            | 후쿠자와 가쓰오 | 16.7%  |
| 최종화                                                    | 2011년 12월 18일 | 종막~시간을 넘어... 52년 전의 진실과 새로운 기적이 일어나는 결말!!                                  | 후쿠자와 가쓰오 | 22.0%  |
| 평균 시청률 18.0% (시청률은 간토 지구 비디오 리서치 조사) |                  | |                 |        |

## 같이 보기
- 남극 관측대
- 남극 이야기